# Bartomeu Ventayol Cifre
Bartomeu Ventayol Cifre (Alcudia, Islas Baleares, 8 de marzo de 1945) es escultor y pintor español.
Desciende de una hermana del historiador e Hijo Predilecto de Alcudia, Pedro Ventayol Suau. Se ha casado dos veces y tiene dos hijas.
Se licenció en 1967 y más tarde se doctoró en 1974 en Bellas Artes por la Facultad de Bellas Artes de la Universidad de Barcelona.
Desde 1971, ha realizado numerosas exposiciones  por varios países como Suecia y Estados Unidos. En diferentes puntos de Mallorca se pueden encontrar obras suyas como en el Fondo de Arte de los ayuntamientos de Palma y de Alcudia. Es miembro de la Asociación de Artistas Visuales de las Islas Baleares. Vive entre las poblaciones de Alcudia y Artá.